# Azalia Ortiz
Azalia Ortíz (Aguascalientes, Aguascalientes) es una actriz mexicana especializada en la actuación realista y técnicas corporales. Aunque es originaria de la ciudad de Aguascalientes, gran parte de su carrera artística la ha hecho en la Ciudad de México.

## Estudios
Comenzó sus estudios en teatro en el Centro de Investigación Investigación Teatral del Centro Cultural Los Arquitos, del Instituto Cultural de Aguascalientes. Fue becada dos veces por medio del Programa Creadores Escénicos del FONCA entre el año 2009 y el 2012.

## Carrera artística
Comenzó actuando en teatro, en el 2006 participó en la obra Estado de secreto. En el 2010 participó en la obra de teatro Mujer amante busca una razón... y en la película Acorazado de Álvaro Curiel. Al año siguiente fue parte de la película La tuna de Hugo Ortiz Messner y Burros de Odín Salazar.
En el 2014 participó en la obra de teatro Los grandes muertos y al año siguiente participó en la película Dodo de Luis Ayhllón. En el 2016 tuvo un papel importante en la película 7:19 de Jorge Michel Grau. En el 2019 participó en las obras de teatro La Celestina y Zapata . En el 2020 estuvo en la serie de televisión Vencer el desamor de Televisa. En el 2021 estuvo en las series Los enviados de Paramount+ y en Supertitlán de NBCUniversal y también estuvo en la película Los Días Francos de Ulises Pérez Macilla.
Entre el 2014 y el 2020 formó parte del Elenco Estable la Compañía Nacional del Teatro. Comenzó estando como invitada bajo la dirección de Jorge Gálvan, quien le enseñó conocimiento fundamental sobre actuación.

## Premios
En el 2012 obtuvo el premio a mejor actriz por La Tuna en el Festival Internacional Valle de Bravo en Corto.  